# 달심주스
달심주스는 달심에서 만드는 주스이다. 총 3가지의 과일의 맛을 가진 주스가 있다.

## 설명
달심주스는 2021년에 새롭게 출시된 음식이다. 봉지 형태의 주스로 출시되며 주로 편의점이나 마트에서 판매되고 있지만 소비자가 원할 경우엔 인터넷 쇼핑몰의 주문 형식으로 구매하는 것도 가능하다. 희망 소비자 가격은 종합 선물 세트가 48300원이며 단품은 3500원에 판매되고 있다.

## 맛
달심주스가 가진 맛에는 총 3가지 형태의 과일 맛을 가진다.
- 사과의 맛을 가진 주스
- 당근의 맛을 가진 주스
- 비트의 맛을 가진 주스

## 같이 보기
- 주스
- 과일